# Rockstar 101
«Rockstar 101» es una canción de la artista barabdense Rihanna. La canción fue escrita por Rihanna junto a los productores de la canción The Dream y Christopher "Tricky" Stewart, para el cuarto álbum de estudio de Rihanna Rated R. Cuenta con elementos del dubstep, así como la guitarra de Slash.
La canción alcanzó el número dos en la lista Hot Dance Club Songs, y alcanzó además, el número veinticuatro en Australia. Los críticos comentaron sobre la progresión de acordes de la canción y el solo de guitarra por Slash. En el video, Rihanna tiene varias escenas inspiradas en diferentes estrellas de rock.

## Antecedentes y lanzamiento
Ryan Seacrest confirmó el lanzamiento de la canción de Rihanna, cuando por primera vez fue interpretada en American Idol el 7 de abril de 2010. Ella llevaba un catsuit de cuero negro como el traje y tocó una guitarra eléctrica. Un disco exclusivo, Rockstar 101: The Remixes, fue lanzado por Def Jam Recordings el 25 de mayo de 2010, entre ellas doce versiones de la canción mezclada por otros artistas.  «Rockstar 101» fue enviado a la radio comercial y rítmica de los Estados Unidos de 1 de junio de 2010.
También cabe recordar que en video aparecen Travis Barker en la batería y Nikki Sixx el legendario bajista de Montley Crue, es simplemente una combinación fantástica de artistas Rihanna en la voz, slash en la guitarra, travis en la batería y Nikki en la bajo y sin olvidar el pianista y sintetizador que es un amigo cercano de Rihanna y que ya Arabia trabajado con ella en muchas otras canciones.

## Crítica
Leah Greenblatt de Entertainment Weekly describió la interpretación en guitarra de Slash como "agresivo". El diario Los Ángeles Times dijo que Rihanna pone su voz en duro para la canción, estableciéndose en su registro más bajo con el ceño fruncido feroz. Su toma de modulación pesados claro que definitivamente puede sobrevivir sin ese símbolo fálico de rock definitivo. La presencia de Slash, jugando una parte, se siente como una idea de último momento. Jon Pareles de The New York Times menciona que la canción es fuerte en sus acordes. Emily Tartanella de PopMatters define la canción como un poco brillante y de bravura.
Bill Lamb de About.com expresó su descontento en "Rockstar 101" al ser elegido como un sencillo diciendo, que "es una de las canciones más débil en Rated R, y añadió que parece destinado a poner fin a la racha de tres éxitos consecutivos del álbum.

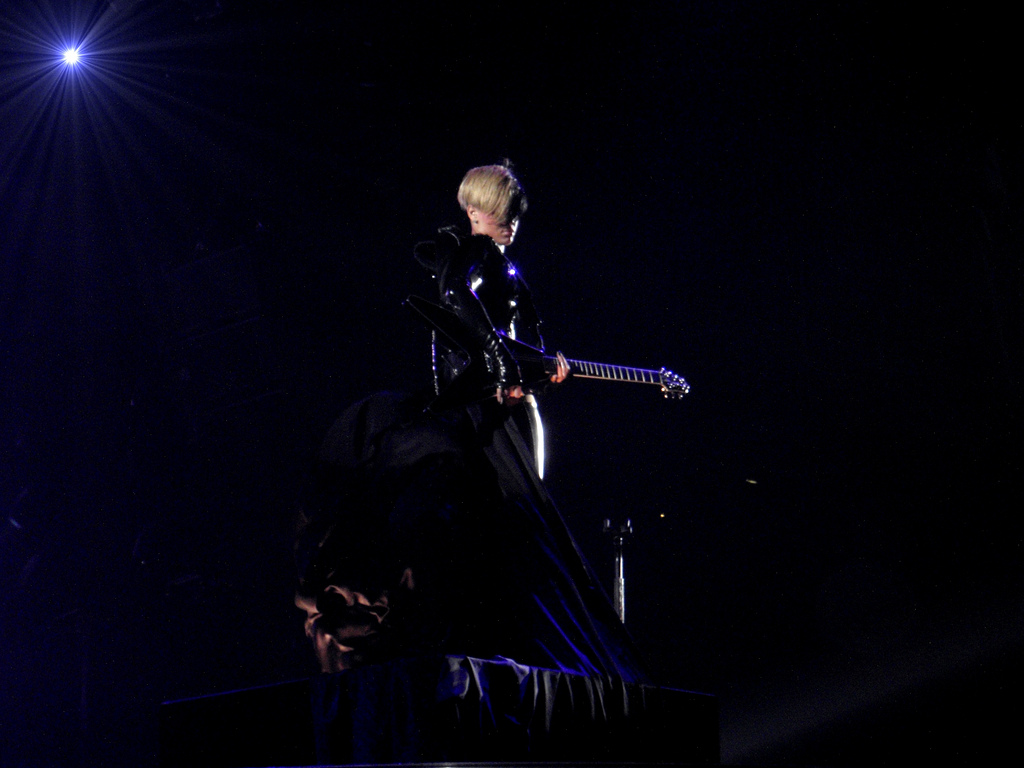
Rihanna cantando "Rockstar 101" en The Last Girl On Earth Tour.

## Video musical
El video fue filmado en abril de 2010. Fue dirigido por Melina Matsoukas, quien también dirigió los últimos dos videos, "Hard" y "Rude Boy". Un clip de 30 segundos fue lanzado a Internet el 19 de mayo de 2010, junto con un video detrás de las cámaras. El video se estrenó en Vevo el 25 de mayo de 2010. 
Se trata de Rihanna en un total de ocho escenas diferentes, incluyendo su uso de pintura de cuerpo negro y casi completamente desnudo con una corona de punta y envuelto en cadenas hechas por Fannie Schiavoni. También, ella cuenta en una escena de nieve, un bosque con árboles y (Slash no aparece en el video) Rihanna también se ve imitando a Slash con su clásico pelo negro y rizado, gafas de sol y sombrero de copa. En otras escenas, se rompe una guitarra eléctrica negra, y también aparece en un traje de la incorporación de cuerdas de la guitarra. Blink-182, hace una aparición en el video como parte de la banda de rock de Rihanna. El video está inspirado en varias estrellas del género rock, incluyendo Nine Inch Nails y The Bravery. Poco después el video fue puesto en libertad, el ex Guns N' Roses Slash, dijo: "Estoy halagado de que Rihanna le haya suplantado. El vídeo es mucho mejor con ella que conmigo, que con mi ser yo. Considerando todas las cosas, se introduce un elemento de la sexualidad a lo que probablemente no habría sido capaz de hacer. Creo que es caliente. Todo funciona a la manera en que debería."
El vídeo recibió su estreno en televisión del Reino Unido en 4Music el 13 de junio de 2010.

## Formatos
| - Rockstar 101: The Remixes (edición de iTunes Store) 1. "Rockstar 101" (Chew Fu Teachers Pet Fix Explicit Single Version) - 3:51 2. "Rockstar 101" (Chew Fu Teachers Pet Fix Single Version) - 3:51 3. "Rockstar 101" (Dave Audé Radio) - 4:18 4. "Rockstar 101" (Mark Picchiotti Pop Rock Radio) - 3:58 5. "Rockstar 101" (Mark Picchiotti Rockin Radio) - 3:57 6. "Rockstar 101" (LoOse CanNons Black Guitar R-Licks Radio) - 3:46 7. "Rockstar 101" (Chew Fu Teacher's Pet Fix [Explict]) - 4:28 8. "Rockstar 101" (Chew Fu Teacher's Pet Fix) - 4:28 9. "Rockstar 101" (Dave Audé Club) - 7:52 10. "Rockstar 101" (Mark Picchiotti Pop Rock Mix) - 7:37 11. "Rockstar 101" (Mark Picchiotti Rockin' Club Mix) - 7:51 12. "Rockstar 101" (LoOse CanNons Black Guitar R-Licks Extended) - 5:54 13. "Rockstar 101" (Dave Audé Dub) - 6:44 14. "Rockstar 101" (Mark Picchiotti Power Dub) - 7:20 | - Rockstar 101 (The Remixes) (edición de masterbeat.com) 1. "Rockstar 101" (Dave Audé Radio) - 4:18 2. "Rockstar 101" (Mark Picchiotti Pop Rock Radio) - 3:58 3. "Rockstar 101" (Mark Picchiotti Rockin Radio) - 3:57 4. "Rockstar 101" (LoOse CanNons Black Guitar R-Licks Radio) - 3:46 5. "Rockstar 101" (Chew Fu Teacher's Pet Fix [Explict]) - 4:28 6. "Rockstar 101" (Chew Fu Teacher's Pet Fix) - 4:28 7. "Rockstar 101" (Dave Audé Club) - 7:52 8. "Rockstar 101" (Mark Picchiotti Pop Rock Mix) - 7:37 9. "Rockstar 101" (Mark Picchiotti Rockin' Club Mix) - 7:51 10. "Rockstar 101" (LoOse CanNons Black Guitar R-Licks Extended) - 5:54 11. "Rockstar 101" (Dave Audé Dub) - 6:44 12. "Rockstar 101" (Mark Picchiotti Power Dub) - 7:20 |

## Listas
| Lista                             | Mejor posición |
| --------------------------------- | -------------- |
| Australian Singles Chart          | 24             |
| Australian Digital Tracks         | 23             |
| Australian Urban Chart            | 6              |
| Brasil Hot 100                    | 50             |
| Brasil Hot Dance Club Songs       | 1              |
| US Billboard Hot 100              | 24             |
| US Billboard Hot Dance Club Songs | 2              |
| US Billboard Digital Songs        | 28             |

### Anuales
| Listas (2010)                     | Posición |
| --------------------------------- | -------- |
| US Billboard Hot Dance Club Songs | 16       |

### Certificaciones
| País           | Organismo certificador | Certificación | Ventas certificadas | Ref.   |
| -------------- | ---------------------- | ------------- | ------------------- | ------ |
| Estados Unidos | RIAA                   | Platino       | 1 000 000           | [ 11 ] |

### Sucesión en listas
| Predecesor: "We No Speak Americano" de Yolanda Be Cool | Brasil Hot Dance Club Songs - Sencillo N.º 1 18 de septiembre de 2010 | Sucesor: "All The Lovers" de Kylie Minogue |

## Radiodifusión
| País           | Fecha              | Formato              |
| -------------- | ------------------ | -------------------- |
| Estados Unidos | 1 de junio de 2010 | Mainstream y rítmico |

| País           | Fecha               | Disponibilidad (EP digital) | Sello           |
| -------------- | ------------------- | --------------------------- | --------------- |
| Estados Unidos | 21 de mayo de 2010  | masterbeat.com              | Def Jam Records |
| Estados Unidos | 13 de julio de 2010 | iTunes Store                | Def Jam Records |